# Ghinda (district)
Pour l’article homonyme, voir Ghinda.
Ghinda est un district de la région Semien-Keih-Bahri de l'Érythrée. La principale ville et capitale de ce district est Ghinda. 